# Евтропий (консул 399 года)
Евтро́пий (лат. Eutropius) (ум. 399) — евнух, фаворит императора Византии Аркадия, препозит священной опочивальни (лат. praepositus sacri cubiculi).
После смерти императора Феодосия I в начале 395 года он устроил брак Аркадия с Евдокией, дочерью франка Баутона, одного из полководцев Феодосия (свадьба состоялась 27 апреля 395 года), вопреки воле могущественного министра Руфина, который планировал женить Аркадия на своей дочери Марии. Осенью того же года Руфин был убит, а его семья изгнана из Константинополя.
Постепенно Евтропий приобрёл огромное влияние на императора. В 398 году Евтропий впервые лично возглавил войско и успешно провёл кампанию против разорявших Армению гуннов, оттеснив их за Кавказ. За это он в 399 году был назначен императором Аркадием консулом и получил титул патрикия. Избрание евнуха консулом вызвало негативную реакцию во всём римском мире, что отражено в сатире Клавдиана «Против Евтропия». В том же году из-за интриг императрицы Евдокии и предводителя готских наёмников Гайны он лишился благоволения императора. Иоанн Златоуст, которому Евтропий покровительствовал, спас его, предоставив убежище в церкви. Евтропий был изгнан на остров Кипр. Однако в том же году его вернули в Константинополь и казнили.